# Klauzula Wilmota

Terytoria niewolnicze i abolicjonistyczne w Stanach Zjednoczonych w okresie 1789–1861

Klauzula Wilmota (ang. Wilmot Proviso) – propozycja ustawy w prawie amerykańskim, zakazująca niewolnictwa w terenach dołączonych do Unii w wyniku wojny z Meksykiem.
Hołdując idei Objawionego Przeznaczenia, James Polk dążył do powiększenia terytorium stanów Unii. W tym celu w 1846 roku usiłował zakupić od Meksyku terytorium Nowego Meksyku i Kalifornii za kwotę 30 milionów dolarów. Wobec odmowy, prezydent sprowokował działania wojenne, które doprowadziły do oficjalnego wypowiedzenia wojny przez Kongres. Po pewnym czasie Polk zwrócił się do obu izb Parlamentu o wypłacenie 2 milionów dolarów na negocjacje pokojowe i ustalenie granicy z Meksykiem. 8 sierpnia 1846 roku członek Izby Reprezentantów z ramienia Partii Demokratycznej, David Wilmot, złożył wniosek o uchwalenie ustawy, zakazującej niewolnictwa na wszystkich nowo przyłączonych terenach. Klauzula ta była dwukrotnie głosowana w izbie niższej (w 1846 i 1847 roku), jednakże za każdym razem Senat nie wyraził zgody na jej uchwalenie. Poza zindustrializowaną Północą, za ustawą głosowali także demokraci z Zachodu, którzy zarzucali potajemny sojusz prezydenta z Południem i podpisanie ustawy celnej Walkera, obniżającej taryfy. Abolicjoniści z Północy uważali, że zakaz niewolnictwa leży w kompetencji Kongresu. Zwolennikami klauzuli były frakcje „podpalaczy stodół” u demokratów (pod przywództwem Martina Van Burena) i „wigów sumienia” w Partii Wigów. Ich przeciwnikami byli „wigowie bawełny”, a także demokraci z Południa, pod wodzą Johna Calhouna. Ci ostatni podważyli prawo Kongresu do decydowania o niewolnictwie, twierdząc, że leży to w autonomicznej gestii lokalnych legislatur. Członkowie parlamentów stanowych z Północny w większości poparli klauzulę Wilmota, podczas gdy ich odpowiednicy na Południu w większości ją odrzucili. Doprowadziło to do wyłonienia pośredniej, bardziej umiarkowanej doktryny – „suwerenności ludu”, której głównym orędownikiem był Lewis Cass. Twierdził on, że kwestia niewolnictwa na spornych terenach powinna być rozstrzygana przez samych osadników. Ustawa nigdy nie została skutecznie przegłosowana, jednak spory w obu głównych partiach, wynikające z próby uregulowania kwestii niewolnictwa, doprowadziły do powstania Partii Republikańskiej, która zdecydowanie popierała klauzulę.